# Tetranchyroderma antenniphorum
Tetranchyroderma antenniphorum is een buikharige uit de familie Thaumastodermatidae. Het dier komt uit het geslacht Tetranchyroderma. Tetranchyroderma antenniphorum werd in 2010 voor het eerst wetenschappelijk beschreven door Hummon & Todaro. 
1. ↑  Hummon, W.D. & Todaro, M.A. (2010) Analytic taxonomy and notes on marine, brackish-water and estuarine Gastrotricha. Zootaxa 2392: 1–32.